# Hydrotaea fuscocalyptrata
Hydrotaea fuscocalyptrata este o specie de muște din genul Hydrotaea, familia Muscidae, descrisă de Macquart în anul 1855. Conform Catalogue of Life specia Hydrotaea fuscocalyptrata nu are subspecii cunoscute.